# 대학 순위
세계 대학 순위는 각 국가별로 대학을 평가하고 순위를 매기고, 더 나아가 국가간 대학교를 서로 비교, 순위를 매기는 것을 말한다. 이 순위는 주관적으로 느끼는 질 또는 경험적인 통계에 기초를 둘 수 있으며, 교육자, 학자, 학생, 지망학생 등의 여론조사에 의하기도 한다. 이런 순위는 종종 대학의 입학 과정에 있는 지망학생들이 이용한다.
평가는 잡지, 신문 또는 몇몇의 경우는 학계가 직접 매긴다, 또한 대학평가는 각 국가마다 다르다. 코넬 대학의 연구에 따르면 미국 내 대학평가가 각 대학의 학생들의 지원과 입학에 영향을 준다고 한다. 영국에서는 몇 신문이 '리그 테이블'이란 것으로 대학을 평가한다.

## 종류

### 더 타임즈
타임즈 고등교육 세계 대학 랭킹은 영국의 타임즈지가 매년 매기는 순위이다. 본 순위는 2010년에 QS에서 분리되었다.

### Quacquarelli Symonds
QS 세계 대학 순위 (타임즈 고등교육 세계 대학 랭킹의 전신)는 영국의 대학평가기관 Quacquarelli Symonds (QS)가 1994년부터 매년 시행한 대학들에 대한 평가표로, 전 세계 대학들의 순위를 매기고 있다.

### 세계 대학 학술 순위
세계 대학 학술 순위 (Academic Ranking of World Universities, ARWU)는 중국의 상하이 자오퉁 대학이 매년 매기는 순위이다. 본 순위는 전 세계의 1200개 대학을 선정하여 상위 500개 대학의 순위를 발표한다. 또한 결과는 영국의 이코노미스트지에 종종 인용된다. 동료평가에 중점을 두는 타임즈 세계 대학 순위와는 달리 있는 그대로의 연구 데이터와 수상 실적만을 사용한다. 과학 잡지인 사이언스지나 네이처지에 발표된 논문수, 노벨상과 필즈상 수상자 수가 포함되어 있어 과학 계열 연구 중심 대학교 순위라고 볼 수 있다.

### 뉴스위크
2006년 8월 미국 뉴스위크지가 상위 100개 세계 대학순위를 발표하였다. 상하이 자오통대학 순위 평가기준의 일부, 타임지 순위 평가 기준 중 일부를 취하고 거기에 대학도서관 장서량 수를 더해 만든 평가이다.
- Top 100 Global Universities

### 지 요소 (G-Factor)
아래 웨보매트릭스를 정교화한 것이 지 요소 방법론이다. 다른 대학 웹사이트로부터 평가 대상대학의 웹사이트 연결 수를 세는 것이다. 지 요소는 다른대학에게 그 대학이 얼마나 유명하고 중요한가를 말해주는 지수이다. 그러므로 웹사이트를 통해 동업자들이 평가하는 그 대학의 광범위하고 객관적인 평가가 된다. '사회적 관계망 이론(social network theory)'의 용어로 말하자면 지 요소는 대학 웹사이트의 '관계망(network)'에서 어떤 대학 웹사이트의 '연결점(nodality)'을 측정하는 것이다.

### 웨보메트릭스
'웨보메트릭스 세계 대학 순위(Webometrics ranking of world universities)는 스페인의 주요 공공 연구기관인 '국립연구회의(National Research Council,CSIC)'의 일부인 '사이버메트릭스 실험실(Cybermetrics Lab,CINDOC)'에 의해 만들어졌다. 이 평가는 전 세계 3000개 이상의 대학 정보를 각 대학의 '웹-존재(web-presence)'에 따라 제공한다. 웹-존재란 각 웹사이트의 크기와 우수함에 대한 컴퓨터화된 평가이다.
웨보메트릭스는 11,000대학과 5,000개이상의 연구기관을 대상으로 만들어졌다. 상위 3,000대학이 주요 순위에 있고, 지역순위에는 더 많은 대학이 있다. 지역순위 덕에 개발도상국 대학은 세계 수준이 아니더라도 자신들의 위치를 가늠할 수 있는 이점이 있다.

## 같이 보기
- U.S. 뉴스 & 월드 리포트
- 타임즈 고등교육 세계 대학 랭킹
- QS 세계 대학 순위
- 세계 대학 학술 순위

## 참고 도서
- 대학 순위 개혁: 고등교육의 신질서를 위한 사건
- Jambor, Paul Z. 'The Changing Dynamics of PhDs and the Future of Higher Educational Development in Asia and the Rest of the World' Department of Education – The United States of America: Educational Resources Information Center, September 26, 2009 (Accessed in October, 2009)